# Rakusia
Rakusia es un género de foraminífero bentónico considerado un sinónimo posterior de Aulotortus de la subfamilia Aulotortinae, de la familia Involutinidae, del suborden Involutinina y del orden Involutinida. Su especie tipo es Rakusia oberhauseri. Su rango cronoestratigráfico abarca el Triásico.

## Clasificación
Rakusia incluye a las siguientes especies:
- Rakusia oberhauseri †
- Rakusia ploechingeri †